# Katharina Müller-Elmau

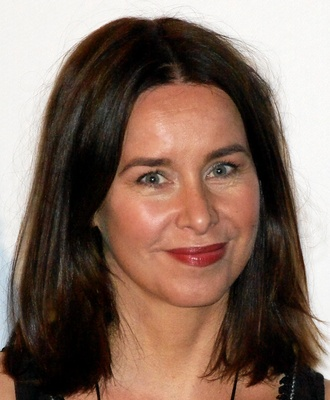
Katharina Müller-Elmau beim Filmfest München 2010

Katharina Müller-Elmau (* 13. September 1965 in Göttingen) ist eine deutsche Schauspielerin, Musikerin und Synchronsprecherin.

## Leben
Katharina Müller-Elmau stammt in dritter Generation aus einer Theaterfamilie. Ihr Großvater war Eberhard Müller-Elmau, ihr Vater Raidar Müller-Elmau wurde vor allem durch seine Auftritte in zwei der insgesamt drei Immenhof-Filme bekannt. Ihr Onkel Markwart Müller-Elmau ist ebenfalls Schauspieler, ihr Bruder Alexander Müller-Elmau Bühnenbildner und Regisseur. Sie wurde von ihrem Großvater im Schauspiel ausgebildet. Ihr Urgroßvater war der Philosoph Johannes Müller, Gründer von Schloss Elmau. In jungen Jahren war sie vor ihrer Schauspielkarriere Gründungsmitglied der Rockband Freaky Fukin Weirdoz und bei Asmodi Bizarr jeweils als Schlagzeugerin aktiv.
Von 1988 bis 1997 war sie am Bayerischen Staatsschauspiel engagiert. Dort arbeitete sie mit Regisseuren wie Robert Lepage, Martin Kušej, Matthias Hartmann, August Everding und Jérôme Savary. Parallel studierte sie weiter Schauspiel und Gesang. Sie komponierte die Bühnenmusik für drei Inszenierungen am Residenztheater München. Es folgten Engagements am Schauspielhaus Bochum (2001) und an den Hamburger Kammerspielen (2003).
Mit der von ihr gegründeten Swing-Band Die blauen Engel gastierte sie als Maria Thura von 1997 bis 2001 an den wichtigsten deutschen Bühnen. Die Bühnenprogramme der Gruppe schrieb und inszenierte sie selbst.
1983 stand sie zum ersten Mal vor der Kamera und hat seitdem in zahlreichen TV- und Kinofilmen gespielt. Sie arbeitete mit Regisseuren wie Sönke Wortmann (Drei D, Eine Wahnsinnsehe), Caroline Link (Kalle, der Träumer) und Hannu Salonen (Tatort).
2009 drehte sie unter der Regie von Ralf Huettner den Kinofilm Vincent will Meer, für den sie 2011 als beste Nebendarstellerin für den Deutschen Filmpreis nominiert wurde. Seit 2019 spielt sie in der ARD-Vorabendserie Hubert ohne Staller (Staffel 8, Folge 1) die Revierleiterin Polizeirätin Sabine Kaiser.
Katharina Müller-Elmau ist Mitglied der Europäischen und der Deutschen Filmakademie.

## Filmografie (Auswahl)
- 1986: Reschkes großer Dreh (Fernsehsechsteiler)
- 1986: Losberg (Fernsehserie)
- 1988: Drei D (Kinofilm)
- 1989: Tatort – Die Neue (Fernsehreihe)
- 1990: Eine Wahnsinnsehe
- 1991: Comedy Street
- 1992: Kalle, der Träumer (Kurzfilm)
- 1994: Herr Paul
- 1995: Patricias Geheimnis
- 1995: Japaner sind die besseren Liebhaber
- 1997: Die Unzertrennlichen (Fernsehserie)
- 1997: Schwurgericht (Fernsehserie, Folge Tod eines Callgirls)
- 1997: Der Doppelgänger
- 1997: Der Große Lacher (Kurzfilm)
- 1998: Eine ungehorsame Frau
- 1999: Paul und Clara – Liebe vergeht nie
- 2000: Crazy (Kinofilm)
- 2000: Marlene (Kinofilm)
- 2000: Fast ein Gentleman (Fernsehserie, Folge Geiz oder Liebe)
- 2001: Herz im Kopf (Kinofilm)
- 2001: Wilder Hafen Ehe
- 2002: Herzen in Fesseln
- 2002: Tanners letzte Chance
- 2002: Polizeiruf 110 – Henkersmahlzeit (Fernsehreihe)
- 2003: Tatort – Das Phantom
- 2003: Die Verbrechen des Professor Capellari – Stachel im Fleisch (Fernsehreihe)
- 2003: Der letzte Zeuge (Fernsehserie, Folge Der Fluch des letzten Königs)
- 2004: Ein Baby zum Verlieben
- 2004: Unter weißen Segeln – Urlaubsfahrt ins Glück (Fernsehreihe)
- 2004: Kommissarin Lucas – Vertrauen bis zuletzt (Fernsehreihe)
- 2005: In Liebe eine Eins
- 2005: Mein Vater, seine Neue und ich
- 2005: Liebe nach dem Tod
- 2005–2017: Der Alte (Fernsehserie, verschiedene Rollen, 5 Folgen)
- 2006: Rettet die Weihnachtsgans
- 2006: Die Rosenheim-Cops (Fernsehserie, Folge Erpresser leben gefährlich)
- 2006: Liebes Leid und Lust
- 2007: Die Verzauberung
- 2007: Polizeiruf 110 – Taubers Angst
- 2008: SOKO Kitzbühel (Fernsehserie, Folge Diamantenmord)
- 2008: Der Bulle von Tölz: Bulle und Bär
- 2008: Der Kaiser von Schexing
- 2008: In aller Freundschaft (Fernsehserie, Folge Alles oder Nichts)
- 2008: Unter Verdacht – Brubeck (Fernsehreihe)
- 2009: Nichts als Ärger mit den Männern
- 2009: Schutzlos
- 2009: SOKO Wismar (Fernsehserie, Folge Das dritte Feuer – Die Spur führt nach Schweden)
- 2009: Tatort – Bittere Trauben
- 2009: SOKO Stuttgart (Fernsehserie, Folge Die kleine Zeugin)
- 2009–2013: SOKO München (Fernsehserie, verschiedene Rollen, 3 Folgen)
- 2010: Vincent will Meer (Kinofilm)
- 2010: Tatort – Nie wieder frei sein
- 2010: Kreutzer kommt
- 2010: Um Himmels Willen (Fernsehserie, Folge Liebe hoch drei)
- 2010: Der Bergdoktor (Fernsehserie, Folge Neuordnung)
- 2011: SOKO Köln (Fernsehserie, Folge Sterbender Schwan)
- 2011: Die Trödelqueen – Gelegenheit macht Liebe
- 2011: Föhnlage. Ein Alpenkrimi
- 2011: Das dunkle Nest
- 2011: Hubert und Staller (Fernsehserie, Folge Bauernfänger)
- 2011: Mein eigen Fleisch und Blut
- 2012: Der Staatsanwalt (Fernsehserie, Folge Gefangen und erpresst)
- 2012: München 7 (Fernsehserie, Folge Ein freier Tag)
- 2012: Doppelgängerin
- 2012: Der Cop und der Snob (Fernsehserie, 6 Folgen)
- 2012: Nägel mit Köppen
- 2013: Ein Fall für zwei (Fernsehserie, Folge Letzte Worte)
- 2013: Wie Tag und Nacht
- 2013–2016: Hammer & Sichl (Fernsehserie, 15 Folgen)
- 2014: Die letzte Instanz
- 2014: Mein Lover, sein Vater und ich!
- 2014: Der Bulle und das Landei – Von Mäusen, Miezen und Moneten (Fernsehreihe)
- 2015: Nele in Berlin
- 2015: Männer! – Alles auf Anfang (Fernsehserie, 7 Folgen)
- 2015: Wilsberg – Bittere Pillen (Fernsehreihe)
- 2016: Unter Wölfen
- 2016: Apropos Glück
- 2016–2019: Marie fängt Feuer (Fernsehserie, 8 Folgen)
- 2017: Laim und die Zeichen des Todes
- 2017: Nord Nord Mord – Clüver und der König von Sylt (Fernsehreihe)
- 2017: Der Alte (Fernsehserie, Folge Geteiltes Leid)
- 2017: Jugend ohne Gott (Kinofilm)
- 2018: Chaos-Queens: Ehebrecher und andere Unschuldslämmer
- 2018: Ein Sommer auf Mallorca
- 2018: Solo für Weiss – Es ist nicht vorbei (Fernsehfilm)
- seit 2019: Hubert ohne Staller (ARD-Fernsehserie)
- 2019: München Mord: Die Unterirdischen
- 2019: Ein Fall für zwei – Adem
- 2019: Scheidung für Anfänger
- 2020: Der Staatsanwalt – Fangschuss
- 2023: Hubert ohne Staller – Dem Himmel ganz nah
- 2024: Der Alte (Fernsehserie, Folge Der Weg in die Freiheit)

## Synchronrollen (Auswahl)

### Filme
- 1992: Juliette Binoche als Anna Barton in Verhängnis
- 1994: Maria Grazia Cucinotta als Beatrice Rosso in Der Postmann
- 2002: Catherine Frot als Jeanne Rivet in Trilogie der Leidenschaft – Auf der Flucht
- 2009: Silvia Sofia Ricci als Michela in Ex
- 2009: Valérie Lemercier als Mama in Der kleine Nick
- 2013: Olivia Colman als Bethan in No Turning Back
- 2016: Samantha Spiro als Josie Clark in Ein ganzes halbes Jahr

### Serien
- 2006: Kristin Bauer van Straten als Laneth in Star Trek: Enterprise
- 2009: Belinda Stewart-Wilson als Christine Johnson in Primeval – Rückkehr der Urzeitmonster
- 2009–2010: Danielle Cormack als Shota in Legend of the Seeker – Das Schwert der Wahrheit
- 2014–2017: Indira Varma als Ellaria Sand in Game of Thrones
- 2015: Tamlyn Tomita als Dr. Toni Willis in Resurrection